# 安保澄
安保 澄（あぼ きよし、1970年8月4日 - ）は、日本のバレーボール指導者である。

## 来歴
広島県広島市出身。明治大学卒業後、筑波大学大学院修了。
1998年より、筑波大学女子バレーボール部のアシスタントコーチを務める。2年間チームを指導した。
2000年、イトーヨーカドープリオールのアシスタントコーチに就任。2001年、チームの廃部により、武富士バンブーに全体移籍。2002/03シーズンにチームは準優勝を果たす。
2009年、武富士バンブーが廃部となる。同年、女子日本代表アシスタントコーチに就任。女子日本代表は2010年から快進撃を続け、2010年世界選手権で銅メダル、2011年ワールドカップで4位、ロンドンオリンピックで銅メダルを獲得した。
2013年、久光製薬スプリングスに入団し、アシスタントコーチを1シーズン務めた。チームは連覇となる優勝を果たした。
2014年より、女子日本代表年代別代表監督として活動し、U23、U19女子代表で金メダルを獲得するなどの結果を残した。
2019年5月、V.LEAGUE DIVISION1 WOMEN（V1女子）に所属するヴィクトリーナ姫路のゼネラルマネージャーに就任。
2022年、ヴィクトリーナ姫路の監督に就任した。しかし、チームはV1女子で最下位となり、V1・V2入替戦出場となり、リーグ戦終了後に退任となった。
2023年6月、韓国Vリーグ男子に所属し、荻野正二が監督に就任した安山OK金融グループ・ウッメンのコーチに就任した。
2024年、韓国Vリーグ女子のGSカルテックス・ソウルKIXXコーチに就任。

## 指導歴
- 筑波大学女子 アシスタントコーチ（1998-2000年）
- イトーヨーカドープリオール アシスタントコーチ（2000-2001年）
- 武富士バンブー アシスタントコーチ（2001-2009年）
- 女子日本代表 アシスタントコーチ（2009-2012年）
- 久光製薬スプリングス アシスタントコーチ（2013-2014年）
- 年代別女子日本代表（2014-2019年）
- ヴィクトリーナ姫路 ゼネラルマネージャー（2019-2022年）
- ヴィクトリーナ姫路 監督（2022-2023年）
- 安山OK金融グループ・ウッメン コーチ（2023-2024年）
- GSカルテックス・ソウルKIXX コーチ（2024年-）